# Liberazione di san Pietro dal carcere (Filippino Lippi)
La Liberazione di san Pietro dal carcere è un affresco di Filippino Lippi che decora la Cappella Brancacci nella chiesa di Santa Maria del Carmine a Firenze. L'opera (230x88 cm) è databile al 1482-1485 circa.

## Storia
La decorazione della Cappella Brancacci rimase incompiuta probabilmente per la partenza di Masaccio per Roma nel 1427, dove trovò la morte. Inoltre l'esilio del committente Felice Brancacci nel 1436 bloccò qualsiasi possibilità di completamento da parte di altri artisti, anzi è probabile che alcune parti già dipinte da Masaccio vennero martellate via in una sorta di damnatio memoriae poiché contenenti ritratti dei Brancacci. 
Solo con la riammissione della famiglia in città nel 1480 si poté procedere al completamento, affidando il compito all'artista tutto sommato più fedele alla tradizione di Masaccio, Filippino, figlio di Filippo Lippi, primo allievo del grande innovatore della pittura fiorentina.
Si ritiene che Masaccio avesse già dipinto una Crocifissione di san Pietro dietro l'altare, che venne smantellata verso il 1458 quando la cappella venne ridedicata alla Madonna del Popolo, nome di una tavola duecentesca che ancora vi si trova, richiedendo la risistemazione della parete retrostante. 
L'intervento del Lippi non è esattamente documentato, ma databile grazie ad alcuni indizi citati dal Vasari al 1485 circa, anni in cui il pittore, allora venticinquenne, iniziava a ricevere commissioni personali importanti.

## Descrizione e stile
La scena della Liberazione di san Pietro dal carcere si trova sul pilastro destro, sotto il Peccato originale di Masolino. Mostra san Pietro che viene liberato di prigione da un angelo, mentre la guardia dorme per intervento divino. 
L'impostazione riprende fedelmente quella della parete opposta dove si trova San Pietro visitato da san Paolo, ambientato tutto sommato nello stesso carcere. Anche in questo caso l'architettura è connessa a quella della scena attigua. 
Nella figura di san Pietro, di spalle a profil perdu, si vede lo sforzo di Filippino di adattarsi allo stile di Masaccio. Il santo è infatti avvolto dall'ampio mantello che "macchia" di colore la scena e dà al corpo un volume dilatato. Anche la mano, il piede e il volto hanno un disegno e un chiaroscuro semplificato, che si confanno alla pittura "di getto" masaccesca. Riconoscibile come più tardo è però l'uso della linea di contorno. 
Per contrasto invece l'angelo appare molto più moderno, con la leggera veste e il volto bello e leggermente malinconico che pare uscito da un'opera di Botticelli, maestro di Filippino. 
La guardia, armata di spada, dorme in primo piano appoggiata ad un lungo bastone, con una posizione sciolta e morbida, impensabile per il primo Quattrocento. 
La scarcerazione miracolosa sottintende alla salvezza cristiana e forse aveva anche un significato politico, legato alla riconquistata autonomia di Firenze dopo la minaccia milanese di Galeazzo Maria Sforza.